# Rikke Hørlykke
Rikke Hørlykke (* 2. Mai 1976) ist eine ehemalige dänische Handballspielerin.

## Karriere
Hørlykke begann das Handballspielen bei Ballerup HK. Nachdem die Rückraumspielerin anschließend für Værløse HK und Virum-Sorgenfri HK aufgelaufen war, wechselte sie 1998 zum deutschen Bundesligisten TV Lützellinden. 1999 feierte sie mit Lützellinden den Gewinn des DHB-Pokals. Im selben Jahr kehrte Hørlykke wieder nach Dänemark zurück und spielte dort die nächsten drei Spielzeiten bei FIF. Von 2002 bis 2004 warf die Rechtshänderin ihre Tore für GOG. 2004 unterschrieb sie einen Vertrag bei Slagelse FH. Mit Slagelse gewann sie 2005 die Meisterschaft und die EHF Champions League. Als Hørlykke im Jahr 2006 schwanger wurde, ließ sie ihren Vertrag bei Slagelse auflösen. Im Februar 2011 gab sie ein kurzes Comeback beim abstiegsbedrohten Erstligisten FIF. Ab Januar 2012 lief Hørlykke für Virum-Sorgenfri HK auf. Mit Virum-Sorgenfri stieg sie nach der Saison 2011/12 in die 1. Division, die zweithöchste dänische Spielklasse, auf. Nach der Saison 2012/13 beendete sie ihre Karriere.
Hørlykke bestritt 125 Länderspiele für die dänische Frauen-Handballnationalmannschaft, in denen sie 234 Treffer erzielte. Mit Dänemark gewann sie 2004 die olympische Goldmedaille und 2002 die Europameisterschaft.
Rikke Hørlykke ist mit dem Handballspieler Klavs Bruun Jørgensen verheiratet.
Hørlykke war bei Virum-Sorgenfri HK als Jugendtrainerin tätig.